# Australiobates savanus
Australiobates savanus är en kvalsterart som beskrevs av Cook 1983. Australiobates savanus ingår i släktet Australiobates och familjen Hygrobatidae. Inga underarter finns listade.